# 家族的類似
家族的類似（かぞくてきるいじ、英: family resemblance、独: Familienähnlichkeit）とは、言語哲学・認知言語学上の概念で、語の意味を部分的な共通性によって結びついた集合体とみなす考え方。
ルートヴィヒ・ウィトゲンシュタインはその著書『哲学探究』のなかで、「ゲーム」（独: Spiel）という語をとりあげ、「ゲーム」と呼ばれている全ての外延（対象）を特徴づけるような共通の内包（意義）は存在せず、実際には「勝敗が定まること」や「娯楽性」など部分的に共通する特徴によって全体が緩くつながっているに過ぎないことを指摘し、これを家族的類似と名付けた。この考え方はプロトタイプ理論とともに、語の定義を必要十分条件で規定しようとする古典的なカテゴリー観へのアンチテーゼとなっている。